# Dzikuszki
Dzikuszki (biał. Дзікушкі, Dzikuszki; ros. Дикушки, Dikuszki) – wieś na Białorusi, w obwodzie grodzieńskim, w rejonie lidzkim, w sielsowiecie Chodorowce, przy drodze republikańskiej R141.

## Historia
Dawniej folwark. W XIX i w początkach XX w. położone były w Rosji, w guberni wileńskiej, w powiecie lidzkim, w gminie Możejki Wielkie. Siedziba okręgu wiejskiego.
Hrabia Rafał Grabowski wybudował kamienną unicką cerkiew Przemienienia Pańskiego. W 1840 roku została konsekrowana jako prawosławna. Po śmierci jego syna Stanisława Grabowskiego w 1917 roku część majątku przypadła rodzinie Minejków. 
W dwudziestoleciu międzywojennym leżały w Polsce, w województwie nowogródzkim, w powiecie szczuczyńskim (od 29 maja 1929, wcześniej w powiecie lidzkim), w gminie Żołudek. W 1921 miejscowość liczyła 106 mieszkańców, zamieszkałych w 9 budynkach, w tym 58 Polaków i 48 Białorusinów. 69 mieszkańców było wyznania rzymskokatolickiego i 37 prawosławnego.
Po II wojnie światowej w granicach Związku Sowieckiego. Od 1991 w niepodległej Białorusi.

## Dwór
Dwór w Dzikuszkach należał do Chreptowiczów, Tyszkiewiczów, Wiśniowieckich, Naruszewiczów, Chodkiewiczów. W końcu XVIII kupiła go rodzina Grabowskich. W latach 30. XX wieku dwór przebudował w stylu neoklasycystycznym Aleksander Minejka. Był to parterowy dwór z mezzanino (półpiętrem) i sutereną, gdzie mieściła się kuchnia i pomieszczenia gospodarcze.
Główne wejście wyróżniał portyk wsparty na czterech kolumnach w porządku jońskim, natomiast elewację ogrodową zdobił półkolisty portyk z sześcioma kolumnami doryckimi, które podtrzymywały duży balkon prowadzący z mezzanino.
Po II wojnie światowej, pod władzą sowiecką, w budynku umieszczono siedzibę sowchozu, a potem klub kołchoźnika. W latach 70. XX wieku dwór został porzucony i nieremontowany zaczął szybko zamieniać się w ruinę. W 2025 roku runęły pozostałości fasady.

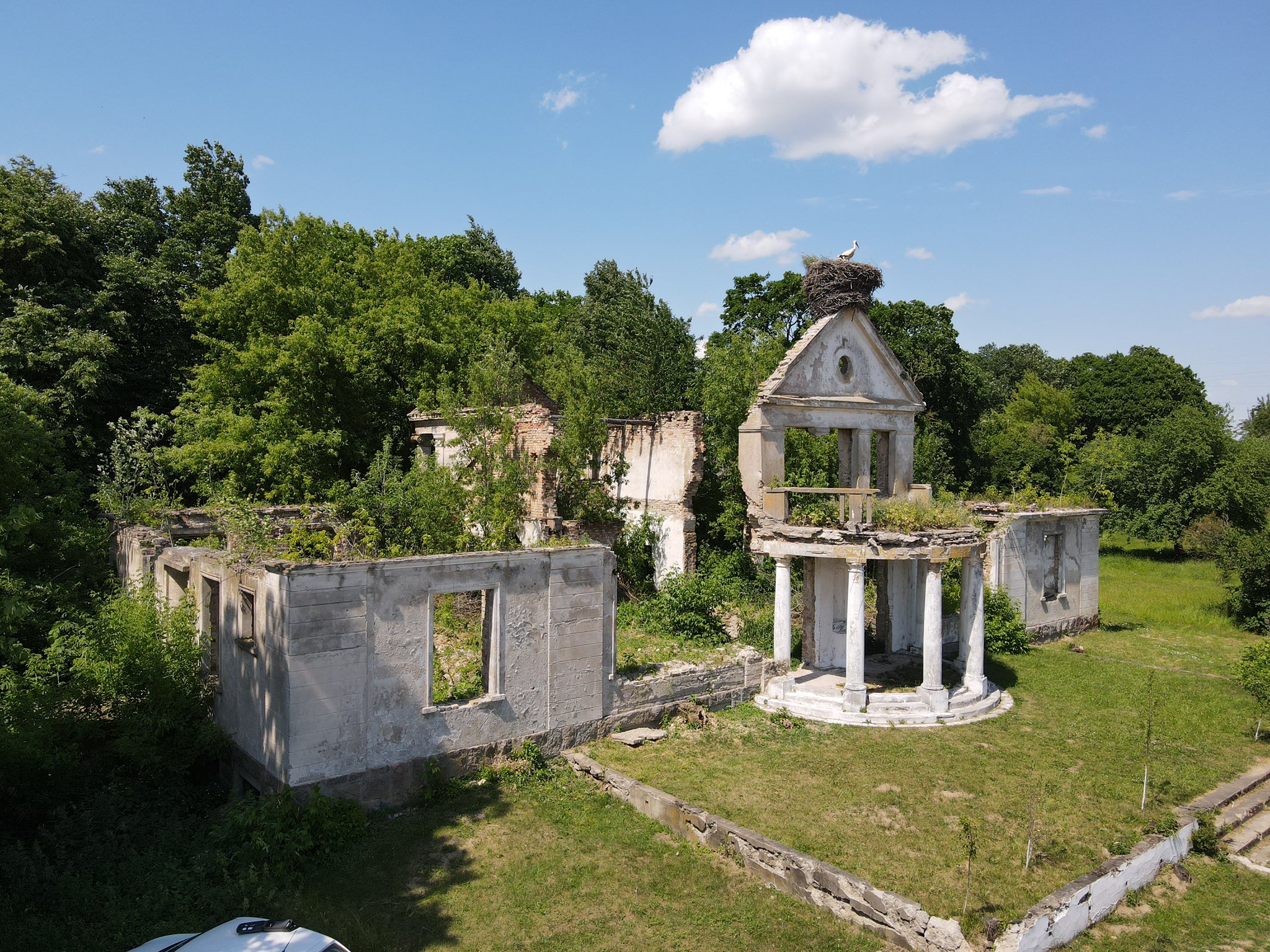
Ruiny dworu Grabowskich w 2021 roku